# Rennrodel-Europameisterschaften 1975
Die Rennrodel-Europameisterschaften 1975 fanden vom 18. bis 19. Januar im italienischen Olang statt, an der Sportler aus zehn Ländern teilnahmen.
Die Rodler der DDR gewannen alle drei Wettbewerbe und waren damit die dominierende Nation dieser Titelkämpfe. Margit Schumann konnte ihren Titel aus dem Vorjahr erfolgreich verteidigen.

## Einsitzer der Frauen
| Platz | Sportler           | Land | Gesamtzeit Rückstand |
| ----- | ------------------ | ---- | -------------------- |
| 1     | Margit Schumann    | GDR  | 1:58,64              |
| 2     | Eva-Maria Wernicke | GDR  | 1:59,55 / +0,91      |
| 3     | Halina Kanasz      | POL  | 2:00,02 / +1,38      |
| 4     | Teresa Bugajczyk   | POL  | 2:00,20 / +1,56      |
| 5     | Sarah Felder       | ITA  | 2:00,29 / +1,65      |
| 6     | Vera Zozuļa        | URS  | 2:01,01 / +2,37      |

## Einsitzer der Männer
| Platz | Sportler              | Land | Gesamtzeit Rückstand |
| ----- | --------------------- | ---- | -------------------- |
| 1     | Dettlef Günther       | GDR  | 2:20,01              |
| 2     | Wolfram Fiedler       | GDR  | 2:20,86 / +0,85      |
| 3     | Hans Rinn             | GDR  | 2:21,24 / +1,23      |
| 4     | Hans-Heinrich Winkler | GDR  | 2:21,43 / +1,42      |
| 5     | Andrzej Piekoszewski  | POL  | 2:21,80 / +1,79      |
| 6     | Karl Brunner          | ITA  | 2:22,10 / +2,09      |
| …     | …                     | …    | …                    |
| 8     | Horst Müller          | GDR  | 2:22,97 / +2,96      |

## Doppelsitzer der Männer
| Platz | Sportler                         | Land | Gesamtzeit Rückstand |
| ----- | -------------------------------- | ---- | -------------------- |
| 1     | Hans Rinn Norbert Hahn           | GDR  | 1:22,57              |
| 2     | Horst Müller Hans-Jürgen Neumann | GDR  | 1:22,62 / +0,05      |
| 3     | Bernd Hahn Ulrich Hahn           | GDR  | 1:23,05 / +0,48      |
| 4     | Roman Hurej Jozef Pietronczyk    | POL  | 1:23,14 / +0,57      |
| 5     | Karl Brunner Josef Mairhofer     | ITA  | 1:23,21 / +0,64      |
| 6     | Dainis Bremse Aigars Kriķis      | URS  | 1:23,54 / +0,97      |

## Medaillenspiegel
| Platz | Land                            | Gold | Silber | Bronze | Gesamt |
| ----- | ------------------------------- | ---- | ------ | ------ | ------ |
| 1     | Deutsche Demokratische Republik | 3    | 3      | 2      | 8      |
| 2     | Polen                           | –    | –      | 1      | 1      |